# Pseudagrion perfuscatum
Pseudagrion perfuscatum är en trollsländeart som beskrevs av Maurits Anne Lieftinck 1937. Pseudagrion perfuscatum ingår i släktet Pseudagrion och familjen dammflicksländor. Inga underarter finns listade i Catalogue of Life.